# Liste der Stolpersteine in Schermbeck
Die Liste der Stolpersteine in Schermbeck enthält die Stolpersteine, die im Rahmen des gleichnamigen Kunst-Projekts von Gunter Demnig in Schermbeck verlegt wurden. Mit ihnen soll an die Opfer des Nationalsozialismus erinnert werden, die in Schermbeck lebten und wirkten.

## Liste der Stolpersteine
| Name               | Adresse          | Bild | Inschrift                          | Verlegedatum  | Biografie und Anmerkungen |
| ------------------ | ---------------- | --- | ---------------------------------- | ------------- | ------------------------- |
| Rika Hoffmann      | Georgstraße 28   | Bild gesucht Der Benutzer GeorgDerReisende ( Diskussion ) wünscht sich an dieser Stelle ein Bild vom Ort mit diesen Koordinaten 51.692518 6.871213 . Motiv: Georgstraße 28: Stolpersteine für Rika Hoffmann und Sibilla van Gelder, die Lage und das Haus Falls du dabei helfen möchtest, erklärt die Anleitung , wie das geht. BW | Hier wohnte Rika Hoffmann ...      | 24. Juni 2010 |                           |
| Sibilla van Gelder | Georgstraße 28   | Bild gesucht Die Wikipedia wünscht sich an dieser Stelle ein Bild vom hier behandelten Ort. Falls du dabei helfen möchtest, erklärt die Anleitung , wie das geht. BW | Hier wohnte Sibilla van Gelder ... | 24. Juni 2010 |                           |
| Amalie Schönbach   | Georgstraße 44 · | Bild gesucht Der Benutzer GeorgDerReisende ( Diskussion ) wünscht sich an dieser Stelle ein Bild vom Ort mit diesen Koordinaten 51.693075 6.871825 . Motiv: Georgstraße 44: Stolpersteine für Familie Schönbach, die Lage und das Haus Falls du dabei helfen möchtest, erklärt die Anleitung , wie das geht. BW                    | Hier wohnte Amalie Schönbach ...   | 24. Juni 2010 |                           |
| Else Schönbach     | Georgstraße 44 · | Bild gesucht Die Wikipedia wünscht sich an dieser Stelle ein Bild vom hier behandelten Ort. Falls du dabei helfen möchtest, erklärt die Anleitung , wie das geht. BW | Hier wohnte Else Schönbach ...     | 24. Juni 2010 |                           |
| Hugo Schönbach     | Georgstraße 44 · | Bild gesucht Die Wikipedia wünscht sich an dieser Stelle ein Bild vom hier behandelten Ort. Falls du dabei helfen möchtest, erklärt die Anleitung , wie das geht. BW | Hier wohnte Hugo Schönbach ...     | 24. Juni 2010 |                           |
| Mirjam Schönbach   | Georgstraße 44 · | Bild gesucht Die Wikipedia wünscht sich an dieser Stelle ein Bild vom hier behandelten Ort. Falls du dabei helfen möchtest, erklärt die Anleitung , wie das geht. BW | Hier wohnte Mirjam Schönbach ...   | 24. Juni 2010 |                           |